# 26300 Herbweiss
26300 Herbweiss è un asteroide della fascia principale. Scoperto nel 1998, presenta un'orbita caratterizzata da un semiasse maggiore pari a 2,6725193 UA e da un'eccentricità di 0,0825547, inclinata di 2,12613° rispetto all'eclittica.